# Héctor Ramos
Héctor "Pito" Ramos est un footballeur international portoricain né le 4 mai 1990 à Maunabo (Porto Rico). Il évolue au poste d'attaquant avec l'Alianza FC en première division salvadorienne.

## Biographie

### En club
Héctor Ramos se fait d'abord connaître au Puerto Rico Islanders en 2011-2012 avant de signer en tant que troisième et dernier renfort étranger de l'AD Isidro Metapán, du championnat du Salvador, en 2013. Il y remportera deux championnats consécutifs (Clausura 2014 et Apertura 2014). 
Après un passage éclair dans le championnat saoudien en 2015 (Al-Qadisiya), il revient au Salvador afin de jouer pour le CD Águila et atteint avec son nouveau club la finale du Clausura 2016.

### En équipe nationale
Avec 18 buts en 34 sélections, c'est le meilleur buteur de l'équipe de Porto Rico. Il participe avec son pays aux éliminatoires de la Coupe du monde en 2014 (cinq matchs disputés pour quatre buts marqués) et 2018 (deux matchs, aucun but marqué).

#### Buts en sélection
| Buts en sélection de Héctor Ramos | Buts en sélection de Héctor Ramos | Buts en sélection de Héctor Ramos                  | Buts en sélection de Héctor Ramos | Buts en sélection de Héctor Ramos | Buts en sélection de Héctor Ramos | Buts en sélection de Héctor Ramos |
|                                   | Date                              | Lieu                                               | Adversaire                        | Score                             | Résultat                          | Compétition                       |
| --------------------------------- | --------------------------------- | -------------------------------------------------- | --------------------------------- | --------------------------------- | --------------------------------- | --------------------------------- |
| 1.                                | 11 novembre 2011                  | Estadio Juan Ramón Loubriel, Bayamón (Porto Rico)  | Sainte-Lucie                      | 2-0                               | V 4-0                             | QCM 2014                          |
| 2.                                | 11 novembre 2011                  | Estadio Juan Ramón Loubriel, Bayamón (Porto Rico)  | Sainte-Lucie                      | 3-0                               | V 4-0                             | QCM 2014                          |
| 3.                                | 14 novembre 2011                  | Mayagüez Athletics Stadium, Mayagüez (Porto Rico)  | Sainte-Lucie                      | 1-0                               | V 3-0                             | QCM 2014                          |
| 4.                                | 14 novembre 2011                  | Mayagüez Athletics Stadium, Mayagüez (Porto Rico)  | Sainte-Lucie                      | 2-0                               | V 3-0                             | QCM 2014                          |
| 5.                                | 7 septembre 2012                  | Stade Sylvio Cator, Port-au-Prince (Haïti)         | Bermudes                          | 2-1                               | V 2-1                             | CAR 2012                          |
| 6.                                | 9 septembre 2012                  | Stade Sylvio Cator, Port-au-Prince (Haïti)         | Saint-Martin                      | 1-0                               | V 9-0                             | CAR 2012                          |
| 7.                                | 9 septembre 2012                  | Stade Sylvio Cator, Port-au-Prince (Haïti)         | Saint-Martin                      | 3-0                               | V 9-0                             | CAR 2012                          |
| 8.                                | 9 septembre 2012                  | Stade Sylvio Cator, Port-au-Prince (Haïti)         | Saint-Martin                      | 5-0                               | V 9-0                             | CAR 2012                          |
| 9.                                | 9 septembre 2012                  | Stade Sylvio Cator, Port-au-Prince (Haïti)         | Saint-Martin                      | 8-0                               | V 9-0                             | CAR 2012                          |
| 10.                               | 23 octobre 2012                   | Stade René Serge Nabajoth, Les Abymes (Guadeloupe) | Martinique                        | 1-2                               | D 1-2                             | CAR 2012                          |
| 11.                               | 25 octobre 2012                   | Stade René Serge Nabajoth, Les Abymes (Guadeloupe) | Guadeloupe                        | 4-1                               | D 4-1                             | CAR 2012                          |
| 12.                               | 5 septembre 2014                  | Estadio Juan Ramón Loubriel, Bayamón (Porto Rico)  | Guyane                            | 1-0                               | D 1-2                             | QCAR 2014                         |
| 13.                               | 7 septembre 2014                  | Estadio Juan Ramón Loubriel, Bayamón (Porto Rico)  | Grenade                           | 1-0                               | N 2-2                             | QCAR 2014                         |
| 14.                               | 1er juin 2016                     | Grenada National Stadium, St. George's (Grenade)   | Grenade                           | 1-3                               | N 3-3                             | QCAR 2017                         |
| 15.                               | 1er juin 2016                     | Grenada National Stadium, St. George's (Grenade)   | Grenade                           | 2-3                               | N 3-3                             | QCAR 2017                         |
| 16.                               | 4 juin 2016                       | Estadio Juan Ramón Loubriel, Bayamón (Porto Rico)  | Antigua-et-Barbuda                | 1-0                               | V 2-1                             | QCAR 2017                         |
| 17.                               | 4 juin 2016                       | Estadio Juan Ramón Loubriel, Bayamón (Porto Rico)  | Antigua-et-Barbuda                | 2-1                               | V 2-1                             | QCAR 2017                         |
| 18.                               | 11 octobre 2016                   | Estadio Juan Ramón Loubriel, Bayamón (Porto Rico)  | Curaçao                           | 1-0                               | D 2-4 a.p.                        | QCAR 2017                         |

## Palmarès (joueur)
AD Isidro Metapán
- Champion du Salvador en 2014-C et 2014-A.

 CD Águila
- Vice-champion du Salvador en 2016-C.